# پالاس

پالاس یا ۲ پالاس یا سیارک ۲ (نماد: ) (به انگلیسی: Pallas 2) دومین سیارک کشف‌شده است که در ۲۸ مارس ۱۸۰۲ کشف شد.
قدر مطلق سیارک برابر ۴٫۱۳ است.